# Hanns Eisler
Hanns Eisler (6. července 1898 Lipsko – 6. září 1962 Berlín) byl rakouský hudební skladatel. Jeden z významných členů Druhé vídeňské školy. Je znám pro svou spolupráci s Bertolt Brechtem, jako autor hymny Německé demokratické republiky i jako autor filmové hudby.

## Život

### Rodina
Hanns Eisler se narodil v saském Lipsku. Byl synem profesora filosofie Rudolfa Eislera a Marie Idy Fischerové. Jeho otec byl Žid a matka luteránka. V roce 1901 se rodina přestěhovala do Vídně. Bratr Gerhart se stal komunistickým novinářem a sestra Elfrída byla ve dvacátých letech předsedkyní německé komunistické strany. Po emigraci do USA zcela změnila své názory a stala se zapřisáhlou odpůrkyní komunismu. Psala antikomunistické pamflety a dokonce svědčila proti svému bratru před Výborem pro neamerickou činnost.

### Mladá léta
Během 1. světové války sloužil Eisler jako voják v rakousko-uherské armádě a byl několikrát zraněn. Po skončení války studoval v letech 1919–1923 ve Vídni u Arnolda Schoenberga. Byl prvním ze Schoenbergových žáků komponujících dvanáctitónovou a seriální technikou. V roce 1920 se oženil s Charlottou Demantovou, se kterou měl syna Georga, který se stal známým malířem. V roce 1925 se přestěhovali do Berlína, který byl v té době centrem experimentů v hudbě, divadle i filmu. Stal se aktivistou Komunistické strany Německa a vyučoval na Marxistické dělnické škole. Jeho hudba inklinovala k politickým tématům a (k Schoenbergově zděšení) se stávala přístupnější a vstřebávala prvky jazzu a kabaretu.
V té době se také spřátelil s Bertoldem Brechtem, jehož příklon k marxismu proběhl přibližně v téže době. Přátelství a spolupráce těchto dvou umělců trvala až do Brechtovy smrti v roce 1956. Eisler napsal hudbu k několika Brechtovým divadelním hrám. Také spolupracovali na protestních písních, které reflektovaly politické zmatky Výmarské republiky na počátku třicátých let. Jejich Píseň solidarity se stala populární na politických shromážděních a pouličních protestních akcích.

### V exilu

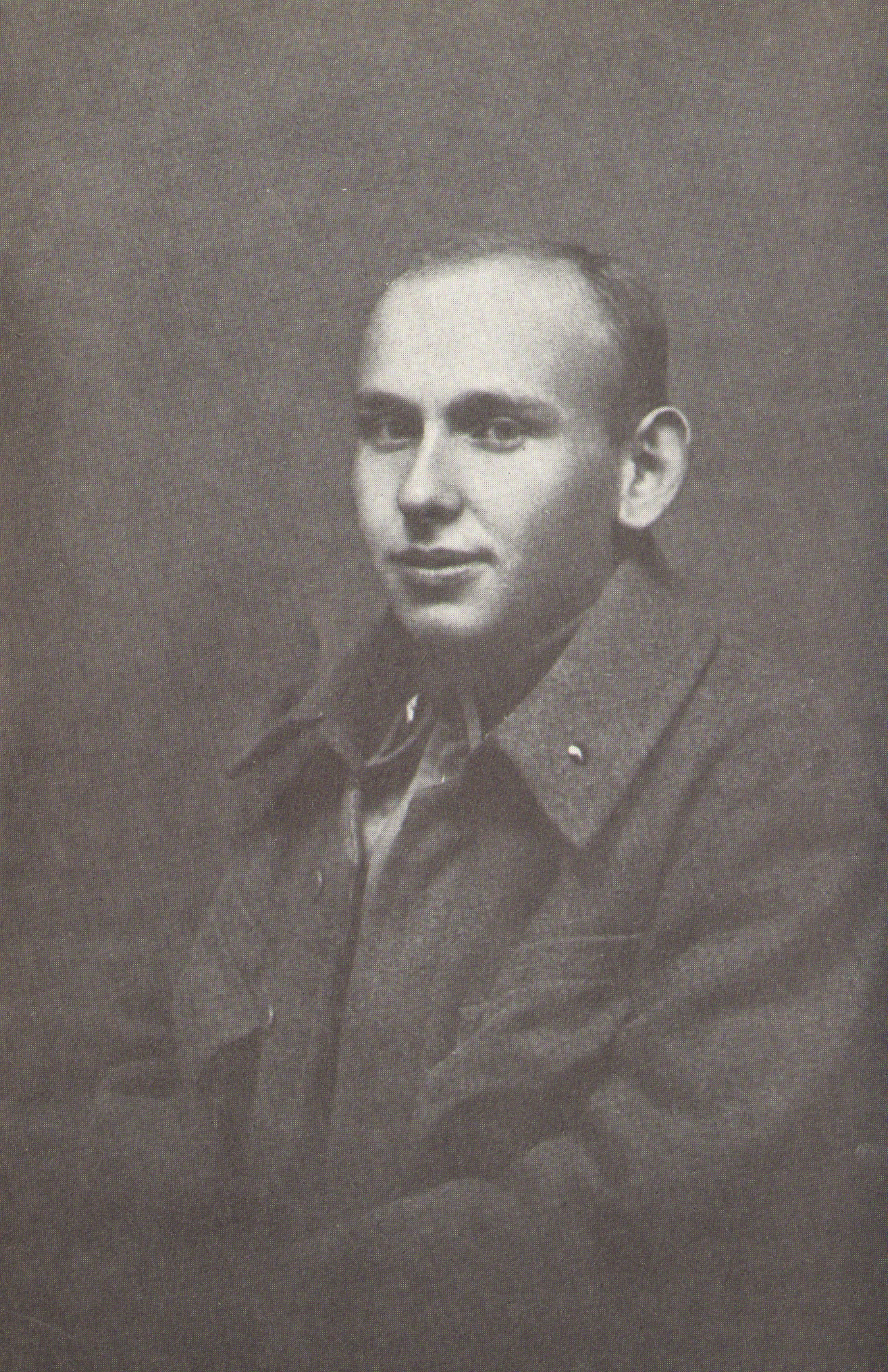
Eisler v uniformě, 1917.

Po roce 1933 byla Eislerova hudba i Brechtova poesie nacistickou stranou zakázána a oba umělci odešli do exilu. Zatímco Brecht se usídlil ve Svendborgu v Dánsku, Eisler řadu let cestoval po světě. Přednášel a pracoval v Praze, Vídni, Paříži, Londýně, Moskvě, ve Španělsku, v Dánsku i v Mexiku. Dvakrát navštívil Spojené státy americké a uspořádal přednáškové turné od oceánu k oceánu. V roce 1938 získal do USA trvalé vízum. Stal se učitelem kompozice na New School for Social Research v New Yorku a komponoval experimentální hudbu. V roce 1942 přesídlil do Los Angeles, kde se znovu setkal s Brechtem, který tam přicestoval v roce 1941 z Dánska přes Sovětský svaz.
V Los Angeles Eisler zkomponoval hudbu k několika dokumentárním filmům a k osmi celovečerním hraným filmům, z nichž dva byly nominovány v letech 1944 a 1945 na Oscara. (Hangmen Also Die! a None but the Lonely Heart). Na filmu Hangmen Also Die! spolupracoval opět s Bertoldem Brechtem. Filmová hudba se tak stala vedle vokální hudby jednou z hlavních součástí jeho hudebního díla. Během svého života napsal hudbu ke 40 filmům.
V roce 1940 Eisler začal pracovat na studii o vztahu mezi hudbou a filmem (Research Program on the Relation between Music and Films) podporovanou Rockefellerovou nadací. Výsledky této práce byly publikovány v roce 1947 v knize Composing for the Films. Jako spoluautor je uveden Theodor W. Adorno.
V některých komorních a vokálních skladbách z té doby se Eisler vrací ke dvanáctitónové metodě, kterou opustil v Berlíně. Mezi těmito skladbami zvláště vyniká skladba Fourteen Ways of Describing the Rain, komponovaná k Schoenbergovým sedmdesátinám.

### Vyšetřování pro neamerickou činnost
Slibně se rozvíjející kariéra v USA byla přerušena studenou válkou. Eisler byl jedním z prvních umělců uvedených na černé listině Hollywoodu. Absolvoval dva výslechy před Výborem pro neamerickou činnost. Byl obviněn, že je „Karlem Marxem hudby“ a šéfem sovětských agentů v Hollywoodu. Svědčila proti němu i jeho sestra Ruth, která také uvedla, že sovětským agentem je i její druhý bratr Gerhart. Eislera podporovali Charlie Chaplin a skladatelé Igor Fjodorovič Stravinskij, Aaron Copland a Leonard Bernstein, kteří zorganizovali koncert pro získání prostředků na Eislerovu obhajobu. Tato snaha, jakož i podpora ze strany dalších umělců (např. Woody Guthrie) však byla marná. Skladatel byl 26. března 1948 deportován do Prahy.

### Ve východním Německu
Z Prahy Eisler nejprve zamířil do Vídně a později do východní části Berlína. Zkomponoval hymnu Německé demokratické republiky, cyklus kabaretních písní na satirické verše Kurta Tucholského. Dále komponoval příležitostnou hudbu pro divadla, film, televizi a politické události. Mimo jiné napsal, ještě v roce 1948, hudbu k československému filmu režizéra Václava Gajera Křížová trojka.
V roce 1952 se chystal zkomponovat operu na téma legendy o Faustovi. Své vlastní libreto publikoval v tisku. Faust je v něm zobrazen jako nerozhodný člověk, který zradil dělnickou třídu tím, že nevstoupil do německé rolnické války. Toto pojetí bylo ostře napadeno v tiskovém orgánu německé komunistické strany Neues Deutschland. Bylo označeno za facku do tváře německého národního cítění a Eisler byl obviněn z formalistické deformace jednoho z největších děl německého básníka. Diskuse a obviňování bylo přeneseno i na akademickou půdu. 16. června 1953 však v Berlíně proběhla stávka stavebních dělníků a rozvinula se postupně v široké protesty proti vládě NDR. Starosti s potlačením těchto nepokojů sice ukončily debatu, ale skladatel upadl do deprese a operu nikdy nedokončil.
V poslední dekádě skladatelova života se propast mezi kulturními funkcionáři NDR a skladatelem dále rozšiřovala i když Eisler dále komponoval a vyučoval na východoberlínské konzervatoři. Zemřel na infarkt myokardu 6. září 1962 ve východním Berlíně a je pochován na Dorotheenstadském hřbitově. Na jeho počest byla po něm pojmenována Vysoká škola hudební – Hochschule für Musik "Hanns Eisler".

## Dílo

### Souborné vydání
V roce 1954 Hanns Eisler spolupracoval s redakcí lipského vydavatele hudebnin Breitkopf & Härtel na desetidílném souborném vydání jeho vokálního díla pod názvem Písně a kantáty (Lieder und Kantaten). První svazek se objevily v roce 1955, poslední vydaný byl pátý díl v roce 1966. Další díly již nevyšly.
Obsah
- Svazek 1a 2: 145 Písně a balady (zpěv a klavír)
- Svazek 3: Sedm částí Německé symfonie, Lenin-Requiem (partitura), Gegen den Krieg (smíšený sbor a cappella)
- Svazek 4: 16 Lieder und Balladen (zpěv a klavír), Die Teppichweber von Kujan-Bulak (partitura) a scénická hudba k Leben des Galilei (klavírní výtah)
- Svazek 5: 30 Lieder, Balladen und Chöre (zpěv a malý orchestr), scénická hudba a písně k Lieder zu Die Gesichte der Simone Marchard (partitura)
- Svazek 6: Woodbury-Liederbüchlein, scénická hudba a písně k Die Tage der Commune, Furcht und Elend des dritten Reiches, Katzgraben, šest dalších písní a balad
- Svazek 7: scénická hudba k Die Mutter (Maxim Gorkij a Bertolt Brecht)
- Svazek 8: scénická hudba k Schweijk im zweiten Weltkrieg (Bertolt Brecht)
- Svazek 9: Písně na slova Kurta Tucholského
- Svazek 10: Vážné písně, scéna z Kriegsfibel, Lied über den Frieden (Píseň o míru, partitura)

### Další skladby (výběr)
- 1922: Allegro moderato und Waltzes; Allegretto and Andante pro klavír
- 1923: Divertimento; Four Piano Pieces
- 1923: Divertimento pro dechový kvintet op. 4
- 1925: Osm klavírních skladeb
- 1931 Suite No. 2 op. 24 ("Niemandsland");
- 1931 Suite No. 3 op. 26 ("Kuhle Wampe")
- 1932 Kleine Sinfonie (Little Symphony)
- 1934 Prelude and Fugue on B–A–C–H (smyčcové trio); "Spartakus 1919 op. 43
- 1938 Smyčcový kvartet, Pět orchestrálních skladeb
- 1939: Nonet č. 1
- 1940: Chamber Symphony (Kammersymphonie)
- 1940/41: Nonet č. 2
- 1942: "Hollywood-Elegien" in the Hollywooder Liederbuch
- 1947: Septet č. 2
- 1954 : Winterschlacht-Suite
- 1957: Sturm-Suite für Orchester;
- 1935-1958: Deutsche Sinfonie (na slova Bertolta Brechta a Ignazia Silone)

### Filmová hudba
- 1924: Opus III
- 1931: Niemandsland
- 1932: Komsomolsk
- 1932: Kuhle Wampe oder: Wem gehört die Welt?
- 1933: Dans les rues
- 1934: Nieuwe gronden
- 1934: Le grand jeu
- 1935: Der rote Sultan
- 1936: La vie est à nous
- 1939: The 400 Million
- 1939: Pete Roleum and His Cousins
- 1941: A Child Went Forth
- 1941: The Forgotten Village
- 1943: Auch Henker sterben
- 1944: None But the Lonely Heart
- 1945: Jealousy
- 1945: Die Seeteufel von Cartagena
- 1946: Deadline at Dawn
- 1946: Ein eleganter Gauner
- 1947: Leben des Galilei
- 1947: Die Frau am Strand
- 1947: So Well Remembered
- 1948: Křížová trojka
- 1949: Unser täglich Brot
- 1950: Der Rat der Götter
- 1951: Wilhelm Pieck – Das Leben unseres Präsidenten
- 1952: Frauenschicksale
- 1954: Schicksal am Lenkrad
- 1955: Nacht und Nebel
- 1955: Bel Ami
- 1957: Katzgraben
- 1957: Hexenjagd
- 1958: Die Mutter
- 1958: Geschwader Fledermaus
- 1960: Trübe Wasser
- 1961: Aktion J
- 1961: Schweyk im zweiten Weltkrieg (TV)
- 1962: Leben des Galilei (TV)